# Deutsche Leichtathletik-Meisterschaften 1987/Resultate
Der Hauptteil der Wettbewerbe bei den Deutschen Leichtathletik-Meisterschaften wurde vom 10. bis 12. Juli 1987 im Gelsenkirchener Parkstadion ausgetragen.
In der hier vorliegenden Auflistung werden die in den verschiedenen Wettbewerben jeweils ersten acht platzierten Leichtathletinnen und Leichtathleten aufgeführt. Eine Übersicht mit den Medaillengewinnerinnen und -gewinnern sowie einigen Anmerkungen zu den Meisterschaften findet sich unter dem Link Deutsche Leichtathletik-Meisterschaften 1987.
Wie immer gab es zahlreiche Disziplinen, die zu anderen Terminen an anderen Orten stattfanden – in den folgenden Übersichten jeweils konkret benannt.

## Meisterschaftsresultate Männer

### 100 m
| Platz | Athlet, Verein                              | Zeit (s) |
| ----- | ------------------------------------------- | -------- |
| 1     | Christian Haas (LAC Quelle Fürth)           | 10,24    |
| 2     | Peter Klein (SV Salamander Kornwestheim)    | 10,39    |
| 3     | Fritz Heer (TV Wattenscheid 01)             | 10,41    |
| 4     | Matthias Schlicht (OSC Berlin)              | 10,41    |
| 5     | Jürgen Evers (SV Salamander Kornwestheim)   | 10,42    |
| 6     | Dirk Schweisfurth (LG Kindelsberg Kreuztal) | 10,47    |
| 7     | Andreas Knötgen (LT Hannover)               | 10,53    |
| 8     | Werner Bastians (TV Wattenscheid 01)        | 10,55    |

Datum: 10. Juli
Wind: +1,0 m/s

### 200 m
| Platz | Athlet, Verein                               | Zeit (s) |
| ----- | -------------------------------------------- | -------- |
| 1     | Christian Haas (LAC Quelle Fürth)            | 20,58    |
| 2     | Peter Klein (SV Salamander Kornwestheim)     | 20,61    |
| 3     | Volker Westhagemann (TV Wattenscheid 01)     | 20,67    |
| 4     | Rolf Kistner (TV Wattenscheid 01)            | 20,79    |
| 5     | Norbert Dobeleit (TV Wattenscheid 01)        | 20,83    |
| 6     | Peter Schwelm (LAV Bayer Uerdingen/Dormagen) | 20,88    |
| 7     | Erwin Skamrahl (VfL Wolfsburg)               | 20,94    |
| 8     | Björn Sinnhuber (TV Schriesheim)             | 21,32    |

Datum: 12. Juli
Wind: +2,1 m/s

### 400 m
| Platz | Athlet, Verein                               | Zeit (s) |
| ----- | -------------------------------------------- | -------- |
| 1     | Mark Henrich (VfL Kamen)                     | 46,30    |
| 2     | Jörg Vaihinger (VfL Sindelfingen)            | 46,57    |
| 3     | Klaus Just (SV Salamander Kornwestheim)      | 46,79    |
| 4     | Ralf Lübke (LG Bayer Leverkusen)             | 46,82    |
| 5     | Peter Schwelm (LAV Bayer Uerdingen/Dormagen) | 46,88    |
| 6     | Matthias Franke (LT Hannover)                | 47,87    |
| 7     | Benno Eicker (LG Wipperfürth)                | 48,13    |
| DNF   | Hartmut Weber (VfL Kamen)                    |          |

Datum: 11. Juli

### 800 m
| Platz | Athlet, Verein                        | Zeit (min) |
| ----- | ------------------------------------- | ---------- |
| 1     | Peter Braun (LG Tuttlingen/Fridingen) | 1:48,41    |
| 2     | Hans-Peter Ferner (MTV Ingolstadt)    | 1:48,73    |
| 3     | Axel Harries (LC Olympiapark München) | 1:49,10    |
| 4     | Matthias Assmann (LG Stuttgart-Nord)  | 1:49,23    |
| 5     | Joachim Heydgen (TB Emmendingen)      | 1:49,76    |
| 6     | Harald Andrä (TV Wattenscheid 01)     | 1:49,90    |
| 7     | Rainer Thau (LC Mengerskirchen)       | 1:49,92    |
| DNF   | Thomas Giessing (LAZ bellanett Rhede) |            |

Datum: 12. Juli

### 1500 m
| Platz | Athlet, Verein                                 | Zeit (min) |
| ----- | ---------------------------------------------- | ---------- |
| 1     | Dieter Baumann (VfL Waiblingen)                | 3:38,87    |
| 2     | Uwe Becker (VfL Wolfsburg)                     | 3:39,56    |
| 3     | Klaus-Peter Nabein (LAC Quelle Fürth)          | 3:40,52    |
| 4     | Klaus Klein (VT Zweibrücken)                   | 3:41,42    |
| 5     | Steffen Brand (TV Wattenscheid 01)             | 3:41,66    |
| 6     | Ralf Stewing (LG Jagermeister Bonn-Meckenheim) | 3:42,01    |
| 7     | Daniel Gottschall (ASC Darmstadt)              | 3:43,13    |
| 8     | Uwe Manns (LG DJK Andernach-Neuwied)           | 3:44,26    |

Datum: 11. Juli

### 5000 m
| Platz | Athlet, Verein                     | Zeit (min) |
| ----- | ---------------------------------- | ---------- |
| 1     | Dr. Thomas Wessinghage (ASV Köln)  | 14:09,16   |
| 2     | Herbert Stephan (Rot-Weiß Koblenz) | 14:10,44   |
| 3     | Robert Schneider (TSV Crailsheim)  | 14:12,18   |
| 4     | Volker Welzel (TV Wattenscheid 01) | 14:16,92   |
| 5     | Klaus Heiserer (TG Biberach)       | 14:18,17   |
| 6     | Thomas Marx (ASV Köln)             | 14:18,80   |
| 7     | Alexander Fischer (TV Bruchhausen) | 14:22,38   |
| 8     | Kurt Oestreich (ASC Darmstadt)     | 14:36,30   |

Datum: 12. Juli

### 10.000 m
| Platz | Athlet, Verein                           | Zeit (min) |
| ----- | ---------------------------------------- | ---------- |
| 1     | Herbert Steffny (Post-SV Jahn Freiburg)  | 28:53,62   |
| 2     | Kurt Stenzel (ASC Darmstadt)             | 28:53,76   |
| 3     | Dirk Sander (LG Lage-Detmold)            | 28:55,90   |
| 4     | Christoph Herle (VfL Waldkraiburg)       | 28:56,13   |
| 5     | Michael Spöttel (LC Olympiapark München) | 28:59,89   |
| 6     | Ralf Salzmann (PSV Grün-Weiß Kassel)     | 29:04,76   |
| 7     | Konrad Dobler (VfL Waldkraiburg)         | 29:13,22   |
| 8     | Hans-Jürgen Orthmann (VfL Wehbach)       | 29:15,53   |

Datum: 10. Juli

### 25-km-Straßenlauf
| Platz | Athlet, Verein                              | Zeit (h) |
| ----- | ------------------------------------------- | -------- |
| 1     | Dirk Sander (LG Lage-Detmold)               | 1:18:05  |
| 2     | Hans-Jürgen Orthmann (VfL Wehbach)          | 1:18:47  |
| 3     | Eberhard Weyel (LC Mengerskirchen)          | 1:18:58  |
| 4     | Edmund Kaul (LG Andernach-Neuwied)          | 1:19:12  |
| 5     | Richard Przybyla (LAZ Obernburg-Miltenberg) | 1:21:06  |
| 6     | Joachim Heim (LG Frankfurt)                 | 1:21:07  |
| 7     | Rainer Graf (ASC Darmstadt)                 | 1:21:22  |
| 8     | Alfred Knickenberg (SV Saar 05 Saarbrücken) | 1:21:38  |

Datum: 25. April
fand auf der Insel Reichenau statt

### 25-km-Straßenlauf, Mannschaftswertung
| Platz | Verein, Besetzung                                                       | Zeit (h) |
| ----- | ----------------------------------------------------------------------- | -------- |
| 1     | LG Frankfurt (Joachim Heim, Wolfgang Münzel, Dirk Bischoff)             | 4:05:26  |
| 2     | LG Andernach-Neuwied (Edmund Kaul, Werner Zimmermann, Winfried Sattler) | 4:09:38  |
| 3     | SV Tungendorf (Szymaniak, Ohlshausen, Ott)                              | 4:13:24  |
| 4     | ASC Darmstadt (Rainer Graf, Kurt Oestreich, Schröter)                   | 4:14:04  |
| 5     | TuS Köln rrh. 1874 (Ralf Krämer, Krumm, Andreas Cromm)                  | 4:14:07  |
| 6     | SKV Eglosheim (Wilhelm Gellert, Reiner Müller, Rainer Mühlberg)         | 4:15:02  |
| 7     | LG Lage-Detmold (Dirk Sander, Robert Klauck, Bernd Mühlenmeier)         | 4:15:44  |
| 8     | LTF Marpingen (Dieter Burkhardt, Jörg Ruhe, Volker Becker)              | 4:18:26  |

Datum: 25. April
fand auf der Insel Reichenau statt

### Marathon
| Platz | Athlet, Verein                              | Zeit (h) |
| ----- | ------------------------------------------- | -------- |
| 1     | Guido Dold (Post-SV Jahn Freiburg)          | 2:17:52  |
| 2     | Stefan Paul (VfL Sindelfingen)              | 2:18:54  |
| 3     | Joachim Heim (LG Frankfurt)                 | 2:19:07  |
| 4     | Edmund Kaul (LG Andernach-Neuwied)          | 2:19:13  |
| 5     | Alfred Knickenberg (SV Saar 05 Saarbrücken) | 2:19:30  |
| 6     | István Dénes (LAG Garmisch-Partenkirchen)   | 2:20:09  |
| 7     | Hans Pfisterer (LG Frankfurt)               | 2:20:55  |
| 8     | Robert Dreher (Post-SG Stuttgart)           | 2:21:54  |

Datum: 26. September
fand im Rahmen des Rhein-Ruhr-Marathons in Duisburg statt

### Marathon, Mannschaftswertung
| Platz | Verein, Besetzung                                                     | Zeit (h) |
| ----- | --------------------------------------------------------------------- | -------- |
| 1     | LG Frankfurt (Joachim Heim, Hans Pfisterer, Dirk Bischoff)            | 7:05:40  |
| 2     | LTF Marpingen (Volker Becker, Dieter Burkhardt, Jörg Ruhe)            | 7:16:18  |
| 3     | Post SV Jahn Freiburg (Guido Dold, Karl Proba, Peter Jenniches)       | 7:19:20  |
| 4     | LAC Quelle Fürth (Franz Hornberger, Reinhard Leibold, Alfredo Blasel) | 7:19:42  |
| 5     | ASV Duisburg (Jörg Bunert, Marian Dembowiak, Harald Fuchs)            | 7:25:28  |
| 6     | LG Andernach-Neuwied (Edmund Kaul, Winfried Sattler, Josef Hoss)      | 7:26:29  |
| 7     | SKV Eglosheim (Rainer Mühlberg, Clemens Pasda, Reiner Müller)         | 7:28:16  |
| 8     | Heidmühler FC (Hartmut Ollesch, Horst Sandau, Werner Donnerstag)      | 7:31:12  |

Datum: 26. September
fand im Rahmen des Rhein-Ruhr-Marathons in Duisburg statt

### 100-km-Straßenlauf
| Platz | Athlet, Verein                               | Zeit (h) |
| ----- | -------------------------------------------- | -------- |
| 1     | Werner Dörrenbächer (SV Saar 05 Saarbrücken) | 6:34:45  |
| 2     | Heinz Hüglin (LV Ettenheim)                  | 6:38:59  |
| 3     | Manfred Träger (Triathlon Hub/Nürnberg)      | 6:42:00  |
| 4     | Wolfgang Schwerk (SSC Hanau-Rodenbach)       | 6:44:58  |
| 5     | Jochen Lux (Triathlon Hub/Nürnberg)          | 6:48:48  |
| 6     | Gerd Boldhaus (LG HNF Hamburg)               | 6:56:53  |
| 7     | Hans-Jürgen Seydler (SCC Berlin)             | 6:59:00  |
| 8     | Hans-Jürgen Bandelt (LG Oldenburg)           | 7:01:09  |

Datum: 31. Oktober
fand in Rodenbach bei Hanau statt

### 100-km-Straßenlauf, Mannschaftswertung
| Platz | Verein, Besetzung                                                                | Zeit (h) |
| ----- | -------------------------------------------------------------------------------- | -------- |
| 1     | Triathlon Hub Nürnberg (Manfred Träger, Jochen Lux, Hartmut Häber)               | 20:39:35 |
| 2     | SSC Hanau-Rodenbach (Wolfgang Schwerk, Silvio Rogala, Harry A. Arndt)            | 21:56:35 |
| 3     | SCC Berlin (Hans-Jürgen Seydler, Ferruccio-Timo Zilli, Michael Knoblauch)        | 22:11:25 |
| 4     | LG Nürnberg (Hans Reich, Karl-Heinz Neudeck, Wolfgang Rohde)                     | 22:19:43 |
| 5     | ASV Sankt Augustin (Ulrich Stock, Burkhard Lennartz, Harald Müller)              | 22:54:02 |
| 6     | VfL Wolfsburg (Hans-Günter Wolff, Klaus-Dieter Holz, Jörg Meyer)                 | 23:19:07 |
| 7     | Spiridon Frankfurt (Wolfgang Karaschkewitz, Dr. Bernd Holstiege, Werner Schmidt) | 23:39:36 |
| 8     | SuS Schalke 96 (Wolfgang Thamm, Anton Bierner, Jürgen Skowronek)                 | 24:00:20 |

Datum: 31. Oktober
fand in Rodenbach bei Hanau statt

### 110 m Hürden
| Platz | Athlet, Verein                                  | Zeit (s) |
| ----- | ----------------------------------------------- | -------- |
| 1     | Florian Schwarthoff (LG Erlangen)               | 13,79    |
| 2     | Michael Radzey (MTG Mannheim)                   | 13,90    |
| 3     | Stefan Mattern (LG Kreis Verden)                | 13,98    |
| 4     | Martin Wiechert (ASV Sankt Augustin)            | 14,11    |
| 5     | Hubertus Kaiser (LAV Bayer Uerdingen/Dormagen)  | 14,20    |
| 6     | Markus Steinmayr (LAV Bayer Uerdingen/Dormagen) | 14,24    |
| 7     | Thomas Henne (LG Bayer Leverkusen)              | 14,44    |
| 8     | Michael Becker (LG Kindelsberg Kreuztal)        | 15,18    |

Datum: 11. Juli
Wind: +1,6 m/s

### 400 m Hürden
| Platz | Athlet, Verein                     | Zeit (s) |
| ----- | ---------------------------------- | -------- |
| 1     | Harald Schmid (TV Gelnhausen)      | 49,26    |
| 2     | Martin Bürkle (VfL Sindelfingen)   | 50,10    |
| 3     | Edgar Itt (TV Gelnhausen)          | 50,30    |
| 4     | Sven Mikisch (Berliner SC)         | 51,11    |
| 5     | Uwe Schmitt (Eintracht Frankfurt)  | 51,45    |
| 6     | Markus König (TSG Akus Weinheim)   | 51,63    |
| 7     | Thomas Bürkle (VfL Sindelfingen)   | 51,60    |
| DNS   | Peter Schotz (Eintracht Frankfurt) |          |

Datum: 12. Juli

### 3000 m Hindernis
| Platz | Athlet, Verein                       | Zeit (min) |
| ----- | ------------------------------------ | ---------- |
| 1     | Patriz Ilg (LAC Quelle Fürth)        | 8:27,72    |
| 2     | Jens Volkmann (SCC Berlin)           | 8:29,20    |
| 3     | Michael Heist (ASC Darmstadt)        | 8:31,98    |
| 4     | Engelbert Franz (VfL Waldkraiburg)   | 8:32,32    |
| 5     | Matthias Kohls (LG Bayer Leverkusen) | 8:34,41    |
| 6     | Peter Wagner (LG Frankfurt)          | 8:46,43    |
| 7     | Christian Schieber (OSC Berlin)      | 8:50,05    |
| 8     | Ingo Plucinski (LG Nord Berlin)      | 8:54,53    |

Datum: 11. Juli

### 4 × 100 m Staffel
| Platz | Verein, Besetzung                                                                | Zeit (s) |
| ----- | -------------------------------------------------------------------------------- | -------- |
| 1     | TV Wattenscheid 01 (Werner Bastians, Werner Zaske, Fritz Heer, Norbert Dobeleit) | 39,20    |
| 2     | SV Salamander Kornwestheim (Klaus Just, Jürgen Evers, Peter Klein, Frank Rzepka) | 39,55    |
| 3     | VfL Wolfsburg (Bernd Rebischke, Stefan Meyer, Markus Stärk, Erwin Skamrahl)      | 40,48    |
| 4     | LT Hannover (Dietmar Schulte, Andreas Knötgen, Ulrich Dittmar, Volker Nitsch)    | 40,49    |
| 5     | SCC Berlin (Thorsten Gutsche, Oliver Schmidt, Matthias Conrad, Frank Tschugg)    | 40,58    |
| 6     | LG Bayer Leverkusen (Olaf Maack, Bernhard Hanke, Armin Ensslin, Carsten Dally)   | 40,78    |
| 7     | LG Wipperfürth (Oliver Kreth, Andreas Maul, Udo Dames, Benno Eicker)             | 41,08    |
| 8     | LG Frankfurt (Andreas Dosch, Stefan Biäsch, Christian Müller, Kleiner)           | 41,21    |

Datum: 11. Juli

### 4 × 400 m Staffel
| Platz | Verein, Besetzung                                                                   | Zeit (min) |
| ----- | ----------------------------------------------------------------------------------- | ---------- |
| 1     | VfL Sindelfingen (Gert Benz, Martin Bürkle, Thomas Bürkle, Jörg Vaihinger)          | 3:08,05    |
| 2     | LG Bayer Leverkusen (Carsten Fischer, Thomas Geuyen, Olaf Maack, Ralf Lübke)        | 3:08,25    |
| 3     | Eintracht Frankfurt (Bodo Kuhn, Scheuring, Lothar Krieg, Uwe Schmitt)               | 3:09,25    |
| 4     | LT Hannover (Michael Schweinert, Günther Hinrichs, Günter Sievert, Matthias Franke) | 3:09,64    |
| 5     | ASV Köln (Marc Brücher, Anselm Schuster, Horst, Ulrich Schlepütz)                   | 3:11,31    |
| 6     | MTV Ingolstadt (Karsten Dannewitz, Uwe Rösch, Hubert Bruckmeier, Wilhelm Schmalzl)  | 3:11,41    |
| 7     | LC Pforzheim (Claus Krafzik, Udo Beck, Harald Götz, Bernd Schickle)                 | 3:13,06    |
| DSQ   | VfL Kamen (Joachim Schweer, Hartmut Weber, Thomas Wilking, Mark Henrich)            |            |

Datum: 12. Juli

### 4 × 800 m Staffel
| Platz | Verein, Besetzung                                                                             | Zeit (min) |
| ----- | --------------------------------------------------------------------------------------------- | ---------- |
| 1     | MTV Ingolstadt (Lothar Schirmel, Franz-Josef Modlmair, Hans Lang, Hans-Peter Ferner)          | 7:15:59    |
| 2     | LG Nord Berlin (Daniel Johnsen, Helge Loska, Bernd Müller, Holger Böttcher)                   | 7:15,79    |
| 3     | ASV Köln (Heymann, Blieschies, Dirk Cordier, Alexander Adam)                                  | 7:17,35    |
| 4     | VfB Stuttgart (Michael Fahrenkamp, Michael Radziwinski, Hans Allmandinger, Herbert Wursthorn) | 7:18,62    |
| 5     | LAV erdgas Essen (Norbert Wortberg, Torsten Kallweit, Christoph Große-Rhode, Markus Trines)   | 7:19,07    |
| 6     | LAZ bellanett Rhede (Wolfgang Bußhoff, Konrad Brehm, Heiko-Udo Mätzig, Thomas Giessing)       | 7:23,90    |
| 7     | Eintracht Frankfurt (Thomas Oswald, Klink, Conrad, Bodo Kuhn)                                 | 7:28,54    |
| 8     | VfL Waldkraiburg (Robert Füger, Johann Stamm, Thomas Moser, Ulrich Kniehase)                  | 7:28,96    |

Datum: 25. Juli
fand in Sindelfingen im Rahmen der Deutschen Jugendmeisterschaften statt

### 4 × 1500 m Staffel
| Platz | Verein, Besetzung                                                                          | Zeit (min) |
| ----- | ------------------------------------------------------------------------------------------ | ---------- |
| 1     | VfL Wolfsburg (Jens Becker, Wolfgang Schreiber, Eckhardt Rüter, Uwe Becker)                | 15:08,64   |
| 2     | TV Wattenscheid 01 (Harald Andrä, Volker Welzel, Uwe Mönkemeyer, Steffen Brand)            | 15:12,07   |
| 3     | ASC Darmstadt (Ralf Eckert, Kurt Stenzel, Michael Heist, Daniel Gottschall)                | 15:17,44   |
| 4     | ASV Köln (Widder, Axel Wehmeyer, Thomas Marx, Dr. Thomas Wessinghage)                      | 15:25,65   |
| 5     | Hamburger SV (Detlef Schwarz, Götz Verdieck, Andreas Fischer, Lars Brechtel)               | 15:25,79   |
| 6     | LG Bayer Leverkusen (Dieter Riebe, Burkhard Dahm, Ernst Ludwig, Mathias Kohls)             | 15:26,82   |
| 7     | SV Salamander Kornwestheim (Thomas Baumann, Jörg von Baumbach, Oliver Krauss, Axel Kästle) | 15:29,24   |
| 8     | LG Wedel-Pinneberg (Lutz Dorn, Thomas Knäsche, Mathias Lipp, Volker Werner)                | 15:40,71   |

Datum: 25. Juli
fand in Sindelfingen im Rahmen der Deutschen Jugendmeisterschaften statt

### 20-km-Gehen
| Platz | Athlet, Verein                          | Zeit (h) |
| ----- | --------------------------------------- | -------- |
| 1     | Volkmar Scholz (Berliner SV 1892)       | 1:28:23  |
| 2     | Uwe Jakob (Eintracht Frankfurt)         | 1:29:23  |
| 3     | Siegmar Neuner (LAC Quelle Fürth)       | 1:29:45  |
| 4     | Markus Gerds (LAZ Bergisch Gladbach)    | 1:30:13  |
| 5     | Jürgen Kauer (LAZ Lahn-Aar-Diez)        | 1:31:06  |
| 6     | Horst-Joachim Matern (LAC Quelle Fürth) | 1:32:40  |
| 7     | Robert Mildenberger (LAC Quelle Fürth)  | 1:33:00  |
| 8     | Manfred Kreutz (LG Ahlen)               | 1:33:09  |

Datum: 10. Juli

### 20-km-Gehen, Mannschaftswertung
| Platz | Verein, Besetzung                                                                | Zeit (h) |
| ----- | -------------------------------------------------------------------------------- | -------- |
| 1     | LAC Quelle Fürth (Siegmar Neuner, Horst-Joachim Matern, Robert Mildenberger)     | 4:35:25  |
| 2     | Berliner SV 1892 I (Volkmar Scholz, Matthias Hütler, Michael Jerusel)            | 4:45:49  |
| 3     | Eintracht Frankfurt (Uwe Jakob, Hans Michalski, Peter Eisfeller)                 | 4:47:23  |
| 4     | LG Ahlen (Manfred Kreutz, Zschieschang, Affeldt)                                 | 4:50:17  |
| 5     | LAZ Bergisch Gladbach (Markus Gerds, Faber, Menzerath)                           | 5:01:46  |
| 6     | Berliner SV 1892 II (Andreas Klose, Reiner Offel, Oliver Oefelein)               | 5:03:58  |
| 7     | LG Mainburg-Niederaichbach (Reinhard Daffner, Gerhard Langner, Werner Massinger) | 5:07:45  |
| 8     | SV Saar 05 Saarbrücken (Markus Pfister, Boris Grübner, Frank Pfister)            | 5:09:33  |

Datum: 10. Juli

### 50-km-Gehen
| Platz | Athlet, Verein                         | Zeit (h) |
| ----- | -------------------------------------- | -------- |
| 1     | Alfons Schwarz (LAC Quelle Fürth)      | 4:05:12  |
| 2     | Volkmar Scholz (Berliner SV 1892)      | 4:08:14  |
| 3     | Robert Mildenberger (LAC Quelle Fürth) | 4:12:26  |
| 4     | Reiner Driesen (LG Düsseldorf)         | 4:14:05  |
| 5     | Karl Degener (VfL Wolfsburg)           | 4:14:11  |
| 6     | Fritz Helms (Meiendorfer SV)           | 4:08:24  |
| 7     | Matthias Hütler (Berliner SV 1892)     | 4:33:35  |
| 8     | Hans Michalski (Eintracht Frankfurt)   | 4:34:24  |

Datum: 11. Oktober
fand in Bremen statt

### 50-km-Gehen, Mannschaftswertung
| Platz | Verein, Besetzung                                                            | Zeit (h) |
| ----- | ---------------------------------------------------------------------------- | -------- |
| 1     | LAC Quelle Fürth (Alfons Schwarz, Robert Mildenberger, Horst-Joachim Matern) | 13:17:40 |
| 2     | Berliner SV 1892 (Volkmar Scholz, Matthias Hütler, Reiner Offel)             | 13:19:25 |
| 3     | LG Boppard/Bad Salzig (Michael Tryankowski, Gerd Birnstock, R. Tryankowski)  | 14:29:49 |
| 4     | LC Haßloch (Frey, Heinrich Hänsel, Haag)                                     | 14:51:10 |
| 5     | LAZ Kreis Günzburg (Johann Steck, Anton Hab, Wilhelm Schmid)                 | 15:22:56 |
| 6     | SV Friedrichsgabe (Hardy Koschollek, Rainer Heidemann, Heinrichsen)          | 15:22:57 |
| 7     | SC Buchenhöhe (Rudolf Girards, Rolf Fischer, Ulrich Zimmermann)              | 16:34:14 |

Datum: 11. Oktober
fand in Bremen statt
nur 7 Teams in der Wertung

### Hochsprung
| Platz | Athlet, Verein                            | Höhe (m) |
| ----- | ----------------------------------------- | -------- |
| 1     | Dietmar Mögenburg (OSC Berlin)            | 2,31     |
| 2     | Carlo Thränhardt (LG Bayer Leverkusen)    | 2,27     |
| 3     | Gerd Nagel (Eintracht Frankfurt)          | 2,25     |
| 4     | Andre Schneider-Laub (TV Wattenscheid 01) | 2,25     |
| 5     | Ralf Sonn (TSG Akus Weinheim)             | 2,22     |
| 6     | Bernhard Bensch (LC Paderborn)            | 2,19     |
| 7     | Hans Burchard (LG Wedel-Pinneberg)        | 2,19     |
| 8     | Ralf Neunzling (SV Otterberg)             | 2,16     |

Datum: 12. Juli

### Stabhochsprung
| Platz | Athlet, Verein                            | Höhe (m) |
| ----- | ----------------------------------------- | -------- |
| 1     | Władysław Kozakiewicz (TK Hannover)       | 5,50     |
| 2     | Bernhard Zintl (LG München)               | 5,40     |
| 3     | Helmar Schmidt (LG München)               | 5,30     |
| 4     | Gerald Heinrich (LG Frankfurt)            | 5,20     |
| 5     | Klaus Jelinek (LG München)                | 5,20     |
| 6     | Peter Volmer (TV Wattenscheid 01)         | 5,20     |
| 7     | Kai Atzbacher (LG Frankfurt)              | 5,00     |
| 8     | Frank Rzepka (SV Salamander Kornwestheim) | 5,00     |

Datum: 11. Juli

### Weitsprung
| Platz | Athlet, Verein                              | Weite (m) |
| ----- | ------------------------------------------- | --------- |
| 1     | Dietmar Haaf (SV Salamander Kornwestheim)   | 7,96      |
| 2     | Heiko Reski (LG Bayer Leverkusen)           | 7,92      |
| 3     | Hartmut Eifler (LG Frankfurt)               | 7,68      |
| 4     | Joakim Assenmacher (USC Mainz)              | 7,66      |
| 5     | Andreas Schlindwein (TV Wattenscheid 01)    | 7,65      |
| 6     | Winfried Klepsch (TV Wattenscheid 01)       | 7,64      |
| 7     | Bernd Bieber (LAV Bayer Uerdingen/Dormagen) | 7,64      |
| 8     | Hans-Peter Lott (TG Worms)                  | 7,62      |

Datum: 12. Juli

### Dreisprung
| Platz | Athlet, Verein                            | Weite (m) |
| ----- | ----------------------------------------- | --------- |
| 1     | Peter Bouschen (DJK Agon 08 Düsseldorf)   | 16,81     |
| 2     | Ralf Jaros (DJK Agon 08 Düsseldorf)       | 16,51     |
| 3     | Wolfgang Knabe (TV Wattenscheid 01)       | 16,47     |
| 4     | Wolfgang Mai (FC Schalke 04)              | 16,21     |
| 5     | Ulrich Wrede (LAC Quelle Fürth)           | 16,11     |
| 6     | Stefan Mohnen (DJK Agon 08 Düsseldorf)    | 16,08     |
| 7     | Klaus Kübler (SV Salamander Kornwestheim) | 15,94     |
| 8     | Kersten Wolters (LG Hammer Park Hamburg)  | 15,87     |

Datum: 11. Juli

### Kugelstoßen
| Platz | Athlet, Verein                            | Weite (m) |
| ----- | ----------------------------------------- | --------- |
| 1     | Karsten Stolz (TV Wattenscheid 01)        | 19,96     |
| 2     | Udo Gelhausen (LG Bayer Leverkusen)       | 19,18     |
| 3     | Kalman Konya (SV Salamander Kornwestheim) | 18,80     |
| 4     | Peter Kassubek (LG Bayer Leverkusen)      | 18,69     |
| 5     | Claus-Dieter Föhrenbach (USC Heidelberg)  | 18,16     |
| 6     | Michael Mertens (LC Paderborn)            | 17,64     |
| 7     | Stefan Schröfel (LG Frankfurt)            | 17,61     |
| 8     | Bernd Seel (SV Salamander Kornwestheim)   | 17,60     |

Datum: 12. Juli

### Diskuswurf
| Platz | Athlet, Verein                            | Weite (m) |
| ----- | ----------------------------------------- | --------- |
| 1     | Alois Hannecker (MTV Ingolstadt)          | 63,80     |
| 2     | Werner Hartmann (TV Wattenscheid 01)      | 62,56     |
| 3     | Rolf Danneberg (LG Wedel-Pinneberg)       | 61,56     |
| 4     | Roger Bakowski (LG Bayer Leverkusen)      | 60,52     |
| 5     | Wulf Brunner (LC Olympiapark München)     | 60,14     |
| 6     | Kalman Konya (SV Salamander Kornwestheim) | 58,06     |
| 7     | Manfred Schmitz (LG Bayer Leverkusen)     | 57,72     |
| 8     | Miroslaw Jasinski (TV Wattenscheid 01)    | 57,10     |

Datum: 11. Juli

### Hammerwurf
| Platz | Athlet, Verein                            | Weite (m) |
| ----- | ----------------------------------------- | --------- |
| 1     | Jörg Schaefer (TV Wattenscheid 01)        | 79,84     |
| 2     | Klaus Ploghaus (LG Bayer Leverkusen)      | 76,42     |
| 3     | Heinz Weis (LG Bayer Leverkusen)          | 76,30     |
| 4     | Christoph Sahner (TV Wattenscheid 01)     | 75,04     |
| 5     | Norbert Radefeld (VfL Wolfsburg)          | 73,56     |
| 6     | Klaus-Bernd Leitges (LG Bayer Leverkusen) | 73,18     |
| 7     | René Fox (ASC Darmstadt)                  | 71,74     |
| 8     | Mario Tschierschwitz (OSC Berlin)         | 68,28     |

Datum: 12. Juli

### Speerwurf
| Platz | Athlet, Verein                         | Weite (m) |
| ----- | -------------------------------------- | --------- |
| 1     | Klaus Tafelmeier (LG Bayer Leverkusen) | 86,64 DR  |
| 2     | Andreas Linden (Rot-Weiß Koblenz)      | 79,40000  |
| 3     | Stefan König (TV Wattenscheid 01)      | 76,98000  |
| 4     | Wolfram Gambke (LG Wedel-Pinneberg)    | 76,64000  |
| 5     | Klaus-Peter Schneider (LG Frankfurt)   | 75,96000  |
| 6     | Peter Blank (LG Frankfurt)             | 73,26000  |
| 7     | Michael Messerer (MTV Ingolstadt)      | 72,04000  |
| 8     | Peter Schreiber (LG Bayer Leverkusen)  | 71,82000  |

Datum: 12. Juli
Klaus Tafelmeier erzielte mit seiner Siegesweite von 86,64 m einen neuen deutschen Rekord mit dem neuen Speer.

### Zehnkampf
| Platz | Athlet, Verein                               | Leistung (Pkte) |
| ----- | -------------------------------------------- | --------------- |
| 1     | Michael Neugebauer (MTV Ingolstadt)          | 8060            |
| 2     | Karl-Heinz Fichtner (LC Olympiapark München) | 7811            |
| 3     | Stephan Kallenberg (Eintracht Frankfurt)     | 7698            |
| 4     | Martin Milde (SV Salamander Kornwestheim)    | 7609            |
| 5     | Rolf Müller (LC Paderborn)                   | 7579            |
| 6     | Thomas Rizzi (ABC Ludwigshafen)              | 7564            |
| 7     | Hans-Joachim Häberle (LG Bayer Leverkusen)   | 7551            |
| 8     | Rainer Sonnenburg (LG Wedel-Pinneberg)       | 7471            |

Datum: 12./13. Juni
fand in Ulm statt

### Zehnkampf, Mannschaftswertung
| Platz | Verein, Besetzung                                                  | Leistung (Pkte) |
| ----- | ------------------------------------------------------------------ | --------------- |
| 1     | LC Paderborn (Rolf Müller, Michael Huth, Dirk Elfert)              | 22.018          |
| 2     | LC Olympiapark München (Karl-Heinz Fichtner, Bruno Chirco, Sieg)   | 21.789          |
| 3     | LG Bayer Leverkusen (Hans-Joachim Häberle, Hennig, Frank Osenberg) | 21.501          |
| 4     | ASV Sankt Augustin (Schade, Hohaus, Euskirchen)                    | 21.258          |
| 5     | Hamburger SV (Gerald Borchert, Torsten Bielert, Andreas Kortmann)  | 21.121          |
| 6     | TSV Unterhaching (Norbert Demmel, Ulrich Solder, Florian Cruciger) | 20.461          |
| 7     | LG Ratio Münster (J. Hoppe, St. Hoppe, Keller)                     | 20.358          |

Datum: 28. Februar
fand in Bad Harzburg statt
nur 7 Mannschaften in der Wertung

### CrosslaufMittelstrecke –4,1 km
| Platz | Athlet, Verein                         | Zeit (min) |
| ----- | -------------------------------------- | ---------- |
| 1     | Daniel Gottschall (ASC Darmstadt)      | 12:45      |
| 2     | Volker Welzel (TV Wattenscheid 01)     | 12:46      |
| 3     | Rüdiger Grunwald (Stuttgarter Kickers) | 12:48      |
| 4     | Miroslaw Kuziola (LG Frankfurt)        | 12:49      |
| 5     | Thomas Marx (ASV Köln)                 | 12:53      |
| 6     | Jürgen Dächert (LG Frankfurt)          | 12:55      |
| 7     | Michael Heist (ASC Darmstadt)          | 12:57      |
| 8     | Steffen Brand (TV Wattenscheid 01)     | 12:59      |

Datum: 28. Februar
fand in Bad Harzburg statt

### CrosslaufMittelstrecke –4,1 km, Mannschaftswertung
| Platz | Verein, Besetzung                                                   | Platzziffer |
| ----- | ------------------------------------------------------------------- | ----------- |
| 1     | LG Frankfurt I (Miroslaw Kuziola, Jürgen Dächert, Ulrich Keil)      | 20          |
| 2     | ASC Darmstadt (Daniel Gottschall, Michael Heist, Robert Freimark)   | 30          |
| 3     | Stuttgarter Kickers (Rüdiger Grunwald, Jürgen Herzog, Kai Röcker)   | 31          |
| 4     | TV Mering (Herbert Eckmüller, Strobl, Josef Oefele)                 | 74          |
| 5     | ASV Köln (Thomas Marx, Günter Ziwey, Fröhlich)                      | 76          |
| 6     | LG Frankfurt II (Peter Wagner, Höschele, Dirk Bischoff)             | 81          |
| 7     | TV Bad Bergzabern (Stephan Werling, Markus Schwamm, Thomas Schwamm) | 88          |
| 8     | VfL Wolfsburg (Norbert Scheele, Martin Seeber, Jens Becker)         | 91          |

Datum: 28. Februar
fand in Bad Harzburg statt

### CrosslaufLangstrecke –11,7 km
| Platz | Athlet, Verein                           | Zeit (min) |
| ----- | ---------------------------------------- | ---------- |
| 1     | Konrad Dobler (VfL Waldkraiburg)         | 37:33      |
| 2     | Ralf Salzmann (PSV Grün-Weiß Kassel)     | 37:52      |
| 3     | Michael Scheytt (SKV Eglosheim)          | 37:55      |
| 4     | Engelbert Franz (VfL Waldkraiburg)       | 37:58      |
| 5     | Hans-Jürgen Orthmann (VfL Wehbach)       | 38:11      |
| 6     | Reiner Gutschank (PSV Grün-Weiß Kassel)  | 38:15      |
| 7     | Dirk Sander (LG Lage-Detmold)            | 38:35      |
| 8     | Michael Spöttel (LC Olympiapark München) | 38:38      |

Datum: 28. Februar
fand in Bad Harzburg statt

### CrosslaufLangstrecke –11,7 km, Mannschaftswertung
| Platz | Verein, Besetzung                                                     | Platzziffer |
| ----- | --------------------------------------------------------------------- | ----------- |
| 1     | VfL Waldkraiburg I (Konrad Dobler, Engelbert Franz, Gerhard Krippner) | 017         |
| 2     | PSV Grün-Weiß Kassel (Ralf Salzmann, Reiner Gutschank, Klaholz)       | 044         |
| 3     | VfL Waldkraiburg II (Günter Zahn, Stefan Pichler, Uwe Hartmann)       | 059         |
| 4     | ASC Darmstadt (Achim Bourmer, Helmut Stenzel, Kurt Oestreich)         | 063         |
| 5     | LAV Bayer Uerdingen/Dormagen (Bernd Rangen, Martin Grüning, Brucks)   | 084         |
| 6     | SKV Eglosheim (Michael Scheytt, R. Müller, Wilhelm Gellert)           | 104         |
| 7     | Hamburger SV (Detlef Schwarz, Götz Verdieck, Roy Hillmann)            | 106         |
| 8     | SV Saar 05 Saarbrücken (Alfred Knickenberg, Tiedje, Bös)              | 168         |

Datum: 28. Februar
fand in Bad Harzburg statt

### Berglauf– 6,3km
| Platz | Athlet, Verein                      | Zeit (min) |
| ----- | ----------------------------------- | ---------- |
| 1     | Michael Scheytt (SKV Eglosheim)     | 38:44      |
| 2     | Charly Doll (LG Hohenfels)          | 39:25      |
| 3     | Wolfgang Münzel (LG Frankfurt)      | 39:31      |
| 4     | Anton Hauser (LG Ruhpolding-Bergen) | 39:37      |
| 5     | Robert Dreher (Post-SG Stuttgart)   | 40:12      |
| 6     | Martin Stähle (VfL Sindelfingen)    | 40:30      |
| 7     | Georg Preuss (SC Haag)              | 40:35      |
| 8     | Klaus Löffler (Stuttgarter Kickers) | 40:39      |

Datum: 11. Oktober
fand in Isny im Allgäu im Rahmen des Schwarzen-Grat-Berglaufs statt

## Meisterschaftsresultate Frauen

### 100 m
| Platz | Athletin, Verein                                | Zeit (s) |
| ----- | ----------------------------------------------- | -------- |
| 1     | Ulrike Sarvari (VfL Sindelfingen)               | 11,29    |
| 2     | Silke-Beate Knoll (SC Eintracht Hamm)           | 11,56    |
| 3     | Resi März, geb. Fischer (MTV Ingolstadt)        | 11,58    |
| 4     | Bianca Betz (LG Bayer Leverkusen)               | 11,63    |
| 5     | Sabine Richter (Eintracht Frankfurt)            | 11,64    |
| 6     | Heike Leonhard (LG DJK Andernach-Neuwied)       | 11,83    |
| 7     | Kerstin Poltrock (LC Paderborn)                 | 11,83    |
| 8     | Corinna Watschke (LAV Bayer Uerdingen/Dormagen) | 12,10    |

Datum: 10. Juli
Wind: +0,6 m/s

### 200 m
| Platz | Athletin, Verein                              | Zeit (s) |
| ----- | --------------------------------------------- | -------- |
| 1     | Ulrike Sarvari (VfL Sindelfingen)             | 22,91    |
| 1     | Ute Thimm, geb. Finger (TV Wattenscheid 01)   | 22,91    |
| 3     | Silke-Beate Knoll (SC Eintracht Hamm)         | 23,11    |
| 4     | Andrea Thomas, geb. Bersch (VfL Sindelfingen) | 23,15    |
| 5     | Michaela Schabinger (MTV Ingolstadt)          | 23,58    |
| 6     | Karin Janke (VfL Wolfsburg)                   | 23,62    |
| 7     | Ina Cordes (LAV Bayer Uerdingen/Dormagen)     | 23,68    |
| 8     | Ulrike Sommer (LAC Quelle Fürth)              | 23,85    |

Datum: 12. Juli
Wind: +1,0 m/s

### 400 m
| Platz | Athletin, Verein                                 | Zeit (s) |
| ----- | ------------------------------------------------ | -------- |
| 1     | Ute Thimm, geb. Finger (TV Wattenscheid 01)      | 51,57    |
| 2     | Gisela Kinzel, geb. Gottwald (SC Eintracht Hamm) | 51,71    |
| 3     | Karin Lix (TV Gelnhausen)                        | 52,24    |
| 4     | Helga Arendt (SC Eintracht Hamm)                 | 52,92    |
| 5     | Michaela Schabinger (MTV Ingolstadt)             | 52,98    |
| 6     | Karin Janke (VfL Wolfsburg)                      | 53,38    |
| 7     | Heike Blüm (USC Mainz)                           | 54,25    |
| 8     | Ulrike Sommer (LAC Quelle Fürth)                 | 54,29    |

Datum: 11. Juli

### 800 m
| Platz | Athletin, Verein                        | Zeit (min) |
| ----- | --------------------------------------- | ---------- |
| 1     | Margrit Klinger (TV Obersuhl)           | 2:01,51    |
| 2     | Sabine Zwiener (SV Neckarsulm)          | 2:02,19    |
| 3     | Gabriela Lesch (TSV Kirchhain)          | 2:03,54    |
| 4     | Rita Marquardt (LC Olympiapark München) | 2:04,81    |
| 5     | Margrit Schultheiß (VT Zweibrücken)     | 2:06,62    |
| 6     | Birgit Klöpfel (SC Eintracht Hamm)      | 2:07,33    |
| 7     | Christine Karcher (LG Ortenau-Nord)     | 2:07,95    |
| 8     | Petra Höfler (TV Konstanz)              | 2:11,47    |

Datum: 12. Juli

### 1500 m
| Platz | Athletin, Verein                    | Zeit (min) |
| ----- | ----------------------------------- | ---------- |
| 1     | Brigitte Kraus (ASV Köln)           | 4:10,59    |
| 2     | Ute Haak (LAC Quelle Fürth)         | 4:19,98    |
| 3     | Heidrun Vetter (TSV Genkingen)      | 4:20,60    |
| 4     | Anke Breitenbach (CVJM Siegen)      | 4:21,31    |
| 5     | Silvia Merten (LG Bayer Leverkusen) | 4:25,06    |
| 6     | Annette Hüls (TV Detmold)           | 4:25,61    |
| 7     | Christiane Leukel (TuS Hachenburg)  | 4:26,55    |
| 8     | Bettina Seith (LGK Neureut)         | 4:27,55    |

Datum: 11. Juli

### 3000 m
| Platz | Athletin, Verein                        | Zeit (min) |
| ----- | --------------------------------------- | ---------- |
| 1     | Brigitte Kraus (ASV Köln)               | 9:04,10    |
| 2     | Sabine Kunkel (VfL Wolfsburg)           | 9:08,10    |
| 3     | Claudia Borgschulze (SC Eintracht Hamm) | 9:09,09    |
| 4     | Ulrike Beck (TV Konstanz)               | 9:10,05    |
| 5     | Christina Mai (LAV co op Dortmund)      | 9:11,67    |
| 6     | Antje Winkelmann (LG Göttingen)         | 9:17,82    |
| 7     | Heidrun Vetter (TSV Genkingen)          | 9:29,11    |
| 8     | Sabine Weiss (LG Bayer Leverkusen)      | 9:29,20    |

Datum: 12. Juli

### 10.000 m
| Platz | Athletin, Verein                          | Zeit (min) |
| ----- | ----------------------------------------- | ---------- |
| 1     | Kerstin Preßler (Neuköllner Sportfreunde) | 32:52,43   |
| 2     | Monika Schäfer (LAC Quelle Fürth)         | 33:14,11   |
| 3     | Sabine Knetsch (LG Bayer Leverkusen)      | 33:20,52   |
| 4     | Iris Biba (DJK Freigericht)               | 33:33,30   |
| 5     | Astrid Schmidt (LAV Aschaffenburg)        | 34:21,85   |
| 6     | Sigrid Wulsch (SV Menden 1864)            | 34:22,59   |
| 7     | Gudrun Mrusek (ESV Münster)               | 34:24,15   |
| 8     | Gabriela Wolf (LAV co op Dortmund)        | 34:52,08   |

Datum: 10. Juli

### 25-km-Straßenlauf
| Platz | Athletin, Verein                          | Zeit (h) |
| ----- | ----------------------------------------- | -------- |
| 1     | Christina Mai (LAV co op Dortmund)        | 1:32:16  |
| 2     | Beate Waeber (LG Regensburg)              | 1:32:57  |
| 3     | Gabriela Wolf (LAV co op Dortmund)        | 1:34:12  |
| 4     | Kerstin Preßler (Neuköllner Sportfreunde) | 1:34:40  |
| 5     | Sabine Menn (TV Niederschelden)           | 1:35:32  |
| 6     | Marion Götte (TV Wattenscheid 01)         | 1:35:59  |
| 7     | Elvira Hofmann (SKV Eglosheim)            | 1:36:16  |
| 8     | Jutta Braun (LG Frankfurt)                | 1:36:26  |

Datum: 25. April
fand auf der Insel Reichenau statt

### 25-km-Straßenlauf, Mannschaftswertung
| Platz | Verein, Besetzung                                                  | Zeit (h) |
| ----- | ------------------------------------------------------------------ | -------- |
| 1     | LAV co op Dortmund (Christina Mai, Gabriela Wolf, Bernadette Hudy) | 4:45:17  |
| 2     | SKV Eglosheim (Elvira Hofmann, Veronika Manz, Sabine Kauf)         | 4:56:53  |
| 3     | ESV Münster (Gabriele Wehr, Alexandra Imkamp, J. Dierkes)          | 5:07:35  |
| 4     | LG Solingen (Elke Kramer, Wefers, Hoffmann)                        | 5:09:19  |
| 5     | LG Regensburg (Beate Waeber, Evelin Schönleber, Doris Scheck)      | 5:14:08  |
| 6     | LG München (Barbara Knefel, Rosemarie Appler, Nicole Weis)         | 5:32:19  |
| 7     | Offenbacher FC (Roßberg, Fischer, Marco)                           | 5:44:24  |
| 8     | LC Hannover (Köritz, Holweg, Stadel)                               | 6:01:32  |

Datum: 25. April
fand auf der Insel Reichenau statt

### Marathon
| Platz | Athletin, Verein                                  | Zeit (h) |
| ----- | ------------------------------------------------- | -------- |
| 1     | Monika Lövenich, geb. Greschner (LC DJK Vettweiß) | 2:38:26  |
| 2     | Dagmar Knudsen (LAV Husum)                        | 2:42:03  |
| 3     | Petra Niklas (VfL Wolfsburg)                      | 2:42:32  |
| 4     | Inge Röhrnbacher (SKV Eglosheim)                  | 2:44:16  |
| 5     | Bernadette Hudy (LAV co op Dortmund)              | 2:46:04  |
| 6     | Monika Bösing (SKV Eglosheim)                     | 2:46:40  |
| 7     | Gabriele Wehr (ESV Münster)                       | 2:47:41  |
| 8     | Alexandra Imkamp (ESV Münster)                    | 2:49:04  |

Datum: 26. September
fand im Rahmen des Rhein-Ruhr-Marathons in Duisburg statt

### Marathon, Mannschaftswertung
| Platz | Verein, Besetzung                                                              | Zeit (h) |
| ----- | ------------------------------------------------------------------------------ | -------- |
| 1     | SKV Eglosheim (Inge Röhrnbacher, Monika Bösing, Erika Hofmann)                 | 08:25:48 |
| 2     | SG Ulm (Hanni Zehendner, Edith Maichel, Sophie Bergmüller)                     | 09:05:02 |
| 3     | LG Solingen (Elke Kramer, Luise Rütten, Friederike Gobbers)                    | 09:16:40 |
| 4     | LAV erdgas Essen (Kirsten Lohmann, Lieselotte Bremer, Ingeborg Zaparty)        | 09:45:36 |
| 5     | LG HNF Hamburg (Magrit Meyer, Anni Wentzien, Alice Backhausen)                 | 09:54:24 |
| 6     | TuS Solbad Ravensberg (Hildegard Bartelsmeier, Renate Wierenga, Elke Diekmann) | 10:06:24 |
| 7     | IGL Reutlingen (Gudrun Müller, Karin Döffinger, Helga Wurst)                   | 10:25:17 |
| 8     | LAZ Bergisch Gladbach/Bensberg (Karin Beier, Ursula Blasberg, Heidrun König)   | 10:34:31 |

Datum: 26. September
fand im Rahmen des Rhein-Ruhr-Marathons in Duisburg statt

### 100-km-Straßenlauf
| Platz | Athletin, Verein                          | Zeit (h) |
| ----- | ----------------------------------------- | -------- |
| 1     | Hanni Zehendner (SG Ulm)                  | 8:13:22  |
| 2     | Evelyne Bucher (TSG Akus Weinheim)        | 8:16:40  |
| 3     | Dr. Sigrid Lomsky (SCC Berlin)            | 8:25:58  |
| 4     | Monika Kuno (OSC Hoechst)                 | 8:28:48  |
| 5     | Lotte Witte (TSV Kürnbach)                | 8:32:21  |
| 6     | Dr. Daniela Walter (ESV Eintracht Hameln) | 8:39:09  |
| 7     | Christel Heine (SCC Berlin)               | 8:47:08  |
| 8     | Gudrun Müller (IGL Reutlingen)            | 8:53:41  |

Datum: 31. Oktober
fand in Rodenbach bei Hanau statt

### 100-km-Straßenlauf, Mannschaftswertung
| Platz | Verein, Besetzung                                                  | Zeit (h) |
| ----- | ------------------------------------------------------------------ | -------- |
| 1     | SCC Berlin (Dr. Sigrid Lomsky, Christel Heine, Sabine Knoblauch)   | 27:56:58 |
| 2     | IFL Gelsenkirchen (Silvia Bechmann, Hedwig Hanke, Renate Nierkens) | 31:10:26 |

Datum: 31. Oktober
fand in Rodenbach bei Hanau statt
nur 2 Teams in der Wertung

### 100 m Hürden
| Platz | Athletin, Verein                                 | Zeit (s) |
| ----- | ------------------------------------------------ | -------- |
| 1     | Claudia Zaczkiewicz, geb. Reidick (MTG Mannheim) | 12,80 BR |
| 2     | Ulrike Denk (LG Bayer Leverkusen)                | 13,07000 |
| 3     | Heike Neugebauer (MTV Ingolstadt)                | 13,36000 |
| 4     | Angela Claus (LC Paderborn)                      | 13,44000 |
| 5     | Kerstin Poltrock (LC Paderborn)                  | 13,48000 |
| 6     | Edith Oker (LG Bayer Leverkusen)                 | 13,50000 |
| 7     | Birgit Wolf (VfL Sindelfingen)                   | 13,55000 |
| 8     | Gudrun Lattner (LAC Quelle Fürth)                | 13,73000 |

Datum: 11. Juli
Wind: −0,2 m/s
Claudia Zaczkiewicz erzielte mit ihren 12,80 Sekunden einen neuen DLV-Rekord.

### 400 m Hürden
| Platz | Athletin, Verein                            | Zeit        |
| ----- | ------------------------------------------- | ----------- |
| 1     | Gudrun Abt (TSV Genkingen)                  | 0058,05 s00 |
| 2     | Beate Holzapfel (LG Bayer Leverkusen)       | 0058,48 s00 |
| 3     | Silvia Rieger (TuS Eintracht Hinte)         | 0058,57 s00 |
| 4     | Christiane Beinhauer (ASC Darmstadt)        | 0059,04 s00 |
| 5     | Sabine Alber (LG Kappelberg)                | 0059,15 s00 |
| 6     | Karin Wiesel (LAV Bayer Uerdingen/Dormagen) | 1:00,18 min |
| 7     | Sandra Seuser (SCC Berlin)                  | 1:00,19 min |
| 8     | Barbara Gähling (LG Wipperfürth)            | 1:00,44 min |

Datum: 12. Juli

### 4 × 100 m Staffel
| Platz | Verein, Besetzung                                                                              | Zeit (s) |
| ----- | ---------------------------------------------------------------------------------------------- | -------- |
| 1     | VfL Sindelfingen (Birgit Wolf, Ulrike Sarvari, Andrea Thomas – geb. Bersch, Heidi-Elke Gaugel) | 44,81    |
| 2     | LAV Bayer Uerdingen/Dormagen (Steffen, Ina Cordes, Corinna Watschke, Britta Knickenberg)       | 45,99    |
| 3     | LAC Quelle Fürth (Gudrun Lattner, Ulrike Sommer, Anne Hager, Angelika Kuhmann)                 | 46,14    |
| 4     | Eintracht Frankfurt (Britta Schulmeyer, Sabine Richter, Hajnalka Fischer, Claudia Albinger)    | 46,59    |
| 5     | LC Paderborn (Angela Claus, Gabriele Walter, Schulze, Kerstin Poltrock)                        | 46,88    |
| 6     | VfL Wolfsburg (Silke Rasch, Martens, Karin Janke, Birgit Leinemann)                            | 47,01    |
| 7     | Kieler TB (Antje Walter, Silke Heitmann, Claudia Dickow, Martina Wenners)                      | 47,43    |
| DSQ   | MTG Mannheim (Tina Klein, Sandra Löffler, Verena Schulte, Claudia Zaczkiewicz – geb. Reidick)  |          |

Datum: 11. Juli

### 4 × 400 m Staffel
| Platz | Verein, Besetzung                                                                                | Zeit (min)  |
| ----- | ------------------------------------------------------------------------------------------------ | ----------- |
| 1     | SC Eintracht Hamm (Silke-Beate Knoll, Gaby Bußmann, Helga Arendt, Gisela Kinzel – geb. Gottwald) | 3:32,27 BRV |
| 2     | LG Bayer Leverkusen (Sabine Drücke, Beate Holzapfel, Christina Sussiek, Linda Kisabaka)          | 3:40,600000 |
| 3     | LAV Bayer Uerdingen/Dormagen (Elke Windolph, Corinna Watschke, Karin Wiesel, Ina Cordes)         | 3:42,430000 |
| 4     | LG Kappelberg (Heike Bek, Silke Fischer, Astrid Rinklef, Sabine Alber)                           | 3:43,450000 |
| 5     | LG Wipperfürth (Silke Bergmann, Brigitta Nolte, Barbara Gähling, Gabriele Schley)                | 3:44,500000 |
| 6     | TV Konstanz (Monika Tillmann, Sabine Düsseldorf, Petra Höfler, Katrin Lehmann)                   | 3:46,440000 |
| 7     | MTG Mannheim (Verena Schulte, Sandra Löffler, Beate Gutwein, Nicole Leistenschneider)            | 3:47,070000 |
| 8     | LAZ bellanett Rhede (Tdziaczek, Hildegard Grütter, Bettina Rulofs, Ulla Tüshaus)                 | 3:47,090000 |

Datum: 12. Juli
Die Siegerzeit des SC Eintracht Hamm von 3:32,27 Minuten bedeutete neuen DLV-Rekord für Vereinsstaffeln.

### 3 × 800 m Staffel
| Platz | Verein, Besetzung                                                            | Zeit (min) |
| ----- | ---------------------------------------------------------------------------- | ---------- |
| 1     | SC Eintracht Hamm (Gaby Bußmann, Birgit Klöpfel, Claudia Borgschulze)        | 6:14,02    |
| 2     | LG Nord Berlin (Mann, Claudia Beulke, Cornelia Bahls)                        | 6:28,66    |
| 3     | LC Olympiapark München (Elke Schelmbauer, Birgit Wiedenmann, Rita Marquardt) | 6:29,38    |
| 4     | MTV Ingolstadt (Michaela Schabinger, Elke Krammel, Brigitte Brückner)        | 6:31,01    |
| 5     | TV Konstanz (Birgit Kadletz, Sabine Düsseldorf, Petra Höfler)                | 6:40,49    |
| 6     | Eintracht Frankfurt (Dölling, Maren Isigkeit, Uta Eckhardt)                  | 6:43,03    |
| 7     | SpVgg Renningen (Birgit Mayer, Margit Grötzinger, Angelika Reimann)          | 6:43,28    |
| 8     | TSB Ravensburg (Weng, Allgeier, Nabholz)                                     | 6:46,24    |

Datum: 25. Juli
fand in Sindelfingen im Rahmen der Deutschen Jugendmeisterschaften statt

### 10 km Gehen
| Platz | Athletin, Verein                           | Zeit (min) |
| ----- | ------------------------------------------ | ---------- |
| 1     | Catrin Rudolph (Eintracht Frankfurt)       | 48:50      |
| 2     | Brigitte Buck (LG Mainburg-Niederaichbach) | 48:52      |
| 3     | Renate Warz (LG Mainburg-Niederaichbach)   | 49:20      |
| 4     | Ingrid Adam (LG Düsseldorf)                | 51:38      |
| 5     | Leni Demmel (TV 1846 Groß-Gerau)           | 52:45      |
| 6     | Christine Stegmaler (LSG Aalen)            | 53:27      |
| 7     | Barbara Landkauf (LG Allianz Schwarzbach)  | 53:34      |
| 8     | Renate Bauch (TV Lippstadt)                | 54:03      |

Datum: 11. Oktober
fand in Bremen statt

### 10 km Gehen, Mannschaftswertung
| Platz | Verein, Besetzung                                                       | Zeit (h) |
| ----- | ----------------------------------------------------------------------- | -------- |
| 1     | LG Mainburg-Niederaichbach (Brigitte Buck, Renate Warz, Gabi Daffner)   | 2:32:47  |
| 2     | TV 1846 Groß-Gerau (Leni Demmel, Nicole Best, Ullrich)                  | 2:53:51  |
| 3     | LAV co op Dortmund I (Adelheid Zschieschang, Margot Jessat, Franz)      | 2:54:03  |
| 4     | VfL Uetze (Olga Meyer, Edith Kuchenbecker, Anni Schulze)                | 2:55:14  |
| 5     | LG Düsseldorf (Ingrid Adam, Zimmermann, Girards)                        | 2:57:16  |
| 6     | TSG Esslingen (Barbara Knäringer, Dorothee Knäringer, Traude Knäringer) | 2:57:42  |
| 7     | LAV co op Dortmund II (Cirsten Verleger, U. Zschieschang, D. Jessat)    | 3:00:07  |
| 8     | Viermärker Waldlauf Gemeinschaft (E. Verleger, Coesfeld, Austermühle)   | 3:11:03  |

Datum: 11. Oktober
fand in Bremen statt

### Hochsprung
| Platz | Athletin, Verein                      | Höhe (m) |
| ----- | ------------------------------------- | -------- |
| 1     | Heike Redetzky (LG Bayer Leverkusen)  | 1,94     |
| 2     | Bettina Braag (LG Gevelsberg-Schwelm) | 1,85     |
| 3     | Janina Schulz (LT Hannover)           | 1,82     |
| 4     | Margaret Weissenborn (TSG Heidelberg) | 1,82     |
| 5     | Silvia Oswald (LG Erkrath-Hochdahl)   | 1,82     |
| 5     | Kirsten Peter (ASV Köln)              | 1,82     |
| 7     | Gudrun Sauerwein (USC Mainz)          | 1,79     |
| 8     | Andrea Arens (USC Mainz)              | 1,79     |

Datum: 11. Juli

### Weitsprung
| Platz | Athletin, Verein                                 | Weite (m) |
| ----- | ------------------------------------------------ | --------- |
| 1     | Andrea Breder (SV Saar 05 Saarbrücken)           | 6,56      |
| 2     | Jasmin Feige, geb. Fischer (LG Bayer Leverkusen) | 6,51      |
| 3     | Andrea Hannemann (SC Eintracht Hamm)             | 6,42      |
| 4     | Sabine Everts (LAV Bayer Uerdingen/Dormagen)     | 6,38      |
| 5     | Kerstin Poltrock (LC Paderborn)                  | 6,31      |
| 6     | Anke Weigt (LG Bayer Leverkusen)                 | 6,31      |
| 7     | Silke Mahler (LG Nordwest Hamburg)               | 6,29      |
| 8     | Stefanie Hühn (LG Nordwest Hamburg)              | 6,23      |

Datum: 11. Juli

### Kugelstoßen
| Platz | Athletin, Verein                         | Weite (m) |
| ----- | ---------------------------------------- | --------- |
| 1     | Claudia Losch (LC Olympiapark München)   | 19,73     |
| 2     | Vera Schmidt (LC Olympiapark München)    | 19,29     |
| 3     | Stephanie Storp (VfL Wolfsburg)          | 18,92     |
| 4     | Iris Plotzitzka (LC Olympiapark München) | 18,79     |
| 5     | Sabine Kruse (MTV Ingolstadt)            | 17,04     |
| 6     | Mechthild Schönleber (MTV Ingolstadt)    | 16,54     |
| 7     | Birgit Petsch (LG Bayer Leverkusen)      | 16,09     |
| 8     | Agnes Deselaers (TV Aldekerk)            | 15,30     |

Datum: 12. Juli

### Diskuswurf
| Platz | Athletin, Verein                         | Weite (m) |
| ----- | ---------------------------------------- | --------- |
| 1     | Barbara Beuge (LC Olympiapark München)   | 57,40     |
| 2     | Dagmar Galler (LG Bayer Leverkusen)      | 54,84     |
| 3     | Vera Schmidt (LC Olympiapark München)    | 52,64     |
| 4     | Iris Plotzitzka (LC Olympiapark München) | 52,32     |
| 5     | Ursula Kreutel (Stuttgarter Kickers)     | 51,54     |
| 6     | Mechthild Schönleber (MTV Ingolstadt)    | 51,16     |
| 7     | Andrea Röddecke (Eintracht Hannover)     | 49,30     |
| 8     | Ingrid Belz (TSV Leinfelden)             | 49,06     |

Datum: 11. Juli

### Speerwurf
| Platz | Athletin, Verein                                | Weite (m) |
| ----- | ----------------------------------------------- | --------- |
| 1     | Ingrid Thyssen (LG Bayer Leverkusen)            | 63,68     |
| 2     | Manuela Alizadeh (LAV Bayer Uerdingen/Dormagen) | 63,22     |
| 3     | Beate Peters (TV Wattenscheid 01)               | 61,86     |
| 4     | Brigitte Graune (LG Bayer Leverkusen)           | 61,78     |
| 5     | Rita Knoll (MTV Ingolstadt)                     | 54,18     |
| 6     | Konstanze Zahn (LG Bayer Leverkusen)            | 52,44     |
| 7     | Katja Hausmann (LG Porta Westfalica)            | 51,20     |
| 8     | Anja Koslowski (SV Weiden)                      | 49,44     |

Datum: 11. Juli

### Siebenkampf
| Platz | Athletin, Verein                                 | Leistung (Pkte) |
| ----- | ------------------------------------------------ | --------------- |
| 1     | Cornelia Heinrich (LC Olympiapark München)       | 6030            |
| 2     | Bettina Beinhauer (USC Mainz)                    | 5925            |
| 3     | Sabine Everts (LAV Bayer Uerdingen/Dormagen)     | 5867            |
| 4     | Renate Pfeil (LG Bayer Leverkusen)               | 5852            |
| 5     | Christine Höss (SG Friedberg-Schwaben)           | 5694            |
| 6     | Heidrun Wellhöfer (LAV Bayer Uerdingen/Dormagen) | 5662            |
| 7     | Andrea Breder (SV Saar 05 Saarbrücken)           | 5637            |
| 8     | Bettina Braag (LG Gevelsberg-Schwelm)            | 5561            |

Datum: 12./13. Juni
fand in Ulm statt

### Siebenkampf, Mannschaftswertung
| Platz | Verein, Besetzung                                                               | Leistung (Pkte) |
| ----- | ------------------------------------------------------------------------------- | --------------- |
| 1     | LAV Bayer Uerdingen/Dormagen I (Sabine Everts, Heidrun Wellhöfer, Karin Wiesel) | 17.024          |
| 2     | LG Bayer Leverkusen (Renate Pfeil, Dagmar Federwisch, Anke Straschewski)        | 16.455          |
| 3     | USC Mainz (Bettina Beinhauer, Andrea Arens, Gudrun Sauerwein)                   | 15.530          |
| 4     | ASC Göttingen (Ulrike Schulz, Kerstin Reinhardt, Christina Reidick)             | 15.387          |
| 5     | LAV Bayer Uerdingen/Dormagen II (Behmer, Christiane Blum, Schmiedicke)          | 15.049          |
| 6     | LG Frankfurt (Clarissa Sagerer, Andrea Sagerer, Anja Höhn)                      | 14.654          |

Datum: 12./13. Juni
fand in Ulm statt
nur 6 Mannschaften in der Wertung

### CrosslaufMittelstrecke –2,2 km
| Platz | Athletin, Verein                            | Zeit (min) |
| ----- | ------------------------------------------- | ---------- |
| 1     | Vera Michallek, geb. Steiert (LG Frankfurt) | 7:11       |
| 2     | Antje Winkelmann (LG Göttingen)             | 7:12       |
| 3     | Ulrike Beck (TV Konstanz)                   | 7:14       |
| 4     | Sabine Kunkel (VfL Wolfsburg)               | 7:20       |
| 5     | Susanne Schlichtherle (VfL Waldkraiburg)    | 7:23       |
| 6     | Heidrun Vetter (TSV Genkingen)              | 7:27       |
| 7     | Elisabeth Franzis (LAZ bellanett Rhede)     | 7:37       |
| 8     | Monika Meiringer (VfL Waldkraiburg)         | 7:37       |

Datum: 28. Februar
fand in Bad Harzburg statt

### CrosslaufMittelstrecke –2,2 km, Mannschaftswertung
| Platz | Verein, Besetzung                                                            | Platzziffer |
| ----- | ---------------------------------------------------------------------------- | ----------- |
| 1     | LG Bayer Leverkusen (Sabine Weiß, Ines Deselaers, Vera Kemper)               | 44          |
| 2     | LC Olympiapark München (Birgit Wiedenmann, Rita Marquardt, Susanne Niemeyer) | 48          |
| 3     | TV Konstanz (Ulrike Beck, Petra Höfler, Susanne Hellwig)                     | 54          |
| 4     | VfL Waldkraiburg (Susanne Schlichtherle, Monika Meiringer, Tina Leitmeier)   | 55          |
| 5     | LG Frankfurt (Vera Michallek – geb. Steiert, Jutta Braun, Gabriele Huber)    | 58          |
| 6     | LG Göttingen (Antje Winkelmann, Christiane Finke, Christiane Mulle)          | 62          |
| 7     | TV Wattenscheid 01 (Marion Götte, Pieper, Henkel)                            | 66          |
| 8     | LG Urania-Wandsbek Hamburg (Nelle, Strothmann, Husmann)                      | 82          |

Datum: 28. Februar
fand in Bad Harzburg statt

### CrosslaufLangstrecke –6,0 km
| Platz | Athletin, Verein                          | Zeit (min) |
| ----- | ----------------------------------------- | ---------- |
| 1     | Iris Biba (DJK Freigericht)               | 21:36      |
| 2     | Christina Mai (LAV co op Dortmund)        | 21:58      |
| 3     | Astrid Schmidt (LAV Aschaffenburg)        | 22:20      |
| 4     | Elvira Hofmann (SKV Eglosheim)            | 22:30      |
| 5     | Mathilde Binz, geb. Heuing (LG Bielefeld) | 22:32      |
| 6     | Petra Niklas (VfL Wolfsburg)              | 22:45      |
| 7     | Brigitte Mühlisch (LG Lage-Detmold)       | 22:48      |
| 8     | Gabriela Wolf (LAV co op Dortmund)        | 22:50      |

Datum: 28. Februar
fand in Bad Harzburg statt

### CrosslaufLangstrecke –6,0 km, Mannschaftswertung
| Platz | Verein, Besetzung                                                        | Platzziffer |
| ----- | ------------------------------------------------------------------------ | ----------- |
| 1     | LAV co op Dortmund (Christina Mai, Gabriela Wolf, Hudy Bernadette Hudy)  | 032         |
| 2     | SKV Eglosheim (Elvira Hofmann, Veronika Manz, Inge Röhrnbacher)          | 039         |
| 3     | LAV Bayer Uerdingen/Dormagen (Ursula Köther, Petra Sander, Ide)          | 050         |
| 4     | SCC Berlin (Silvia Wilhelm, Lehmann, Carola Grett)                       | 073         |
| 5     | ESV Münster (Gudrun Mrusek, Gabriele Wehr, Alexandra Imkamp)             | 083         |
| 6     | LSG Saarbrücken Sulzbachtal (Margret Bruckmann, Helga Braun, Ursel Laub) | 105         |
| 7     | PSV Grün-Weiß Kassel (Mira Sax, Franz, Göbel)                            | 106         |
| 8     | LG Regensburg (Rieger, Ott, Hecht)                                       | 129         |

Datum: 28. Februar
fand in Bad Harzburg statt

### Berglauf– 6,3km
| Platz | Athletin, Verein                          | Zeit (h) |
| ----- | ----------------------------------------- | -------- |
| 1     | Christiane Fladt (TV Isny)                | 46:48    |
| 2     | Anneliese Weber (TSV Mindelheim)          | 48:16    |
| 3     | Gudrun Pomrehn (LAC Quelle Fürth)         | 48:34    |
| 4     | Margot Tremmel (TSV Oberstaufen)          | 50:48    |
| 5     | Marie Siman (TSV Buchenberg)              | 51:29    |
| 6     | Roswitha Tremmel (TSV Oberstaufen)        | 52:27    |
| 7     | Ursula Urban (LAG Garmisch-Partenkirchen) | 53:11    |
| 8     | Brigitte Franke (TSV Missen-Wilhams)      | 53:29    |

Datum: 11. Oktober
fand in Isny im Allgäu im Rahmen des Schwarzen-Grat-Berglaufs statt